# Androctonus sistanus
Espèce
Androctonus sistanus est une espèce de scorpions de la famille des Buthidae.

## Distribution
Cette espèce est endémique du Sistan-et-Baloutchistan en Iran. Elle se rencontre vers Zabol.

## Description
La femelle holotype mesure 66,1 mm, les mâles mesurent de 59,4 à 61,5 mm et les femelles de 48,7 à 66,1 mm.

## Systématique et taxinomie
Cette espèce a été décrite par Barahoei et Mirshamsi en 2022.

## Étymologie
Son nom d'espèce lui a été donné en référence au lieu de sa découverte, le Sistan-et-Baloutchistan.

## Publication originale
- Barahoei, Mirshamsi, Sanchouli, Moghaddam, Lehmann-Graber & Monod, 2022 : « Review of Androctonus baluchicus (Pocock, 1900) with description of new species from Iran (Scorpiones: Buthidae). » Arthropoda Selecta, vol. 31, no 2, p. 197-212 (texte intégral).